# Margaret Newton

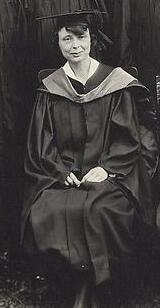
Margaret Newton (1922)

Margaret Newton (* 20. April 1887 in Montreal; † 6. April 1971 in Victoria (British Columbia)) war eine kanadische Pflanzenpathologin, die für Forschungen zu Getreideschwarzrost bekannt ist.

## Leben
Newton wuchs auf einer Farm im Westen von Québec auf, absolvierte eine Lehrerinnen-Ausbildung und begann ihre Forschungen zu Getreiderost 1917 als Studentin der Landwirtschaft an der McGill University (Macdonald College), nachdem 1916 eine Epidemie der Getreide-Pilzerkrankung im Westen Kanadas auftrat. Nach ihrem Bachelor-Abschluss 1918 und Master-Abschluss 1919 arbeitete sie ab 1920 an einem staatlichen Labor an der University of Saskatchewan in Saskatoon (wo sie auch Assistant Professor war), während sie gleichzeitig an der University of Minnesota promovierte (Ph. D. 1922 bei Elvin C. Stakman). Ab 1924 war sie am staatlichen Dominian Rust Research Laboratory in Winnipeg und initiierte dort Überwachungsprogramme für Getreiderost. Dabei erzielte sie bedeutende Fortschritte in der Genetik der den Getreiderost verursachenden Pilze und untersuchte außerdem deren Lebenszyklus, Ursprung und deren Physiologie. Außerdem arbeitete sie mit Züchtern zusammen, um widerstandsfähigere Getreidesorten zu züchten. Sie erwarb sich dabei einen internationalen Ruf als Getreiderost-Expertin. 1945 gab sie ihre Position am Labor aus Gesundheitsgründen auf, beriet aber weiter zum Beispiel in Afrika und Russland (zuerst 1933).
Sie war eine der Herausgeber von Phytopathology. 1969 wurde sie Ehrendoktor der University of Saskatchewan. 2008 wurde ihr zu Ehren in Portage la Prairie eine Plakette angebracht. 1948 erhielt sie die Flavelle Medal der Royal Society of Canada. 1942 wurde sie als zweite Frau Fellow der Royal Society of Canada.
Am 22. September 1997 ehrte die kanadische Regierung Newton für ihre Arbeit dadurch, dass sie zu einer „Person von nationaler historischer Bedeutung“ erklärt wurde.